# Isoetes pantii
Isoetes pantii là một loài dương xỉ trong họ Isoetaceae. Loài này được H.K.Goswami & B.S.Arya mô tả khoa học đầu tiên.
Danh pháp khoa học của loài này chưa được làm sáng tỏ. 